# EHF Champions League 2016-2017 (pallamano maschile)
La EHF Champions League 2016-2017, nota per ragioni di sponsorizzazione come Velux Champions League, è la 55ª edizione del massimo torneo europeo di pallamano riservato alle squadre di club. È organizzata dall'European Handball Federation, la federazione europea di pallamano.
La competizione è iniziata il 3 settembre 2016 e si è conclusa il 1º giugno 2017 con le Final4 a Colonia.

## Formula
- Turno di qualificazione: è stato disputato da otto squadre raggruppate in due gironi di quattro club; le prime classificate dei due gironi si sono qualificate alla fase successiva mentre le altre squadre sono state retrocesse in EHF Cup.
- Fase a gironi: Sono stati disputati quattro gruppi, due da otto squadre con gare di andata e ritorno e due da sei squadre con gare di andata e ritorno. Le prime sei dei due gironi da otto si sono qualificate alla fase successiva mentre le prime due dei due gironi da sei si sono scontrate per decidere le altre due squadre che hanno proseguito negli ottavi di finale.
- Ottavi di finale: le sedici squadre qualificate dalla fase precedente hanno disputato gli ottavi di finale con la formula dell'eliminazione diretta con partite di andata e ritorno.
- Quarti di finale: le otto squadre qualificate dal turno precedente hanno disputato i quarti di finale con la formula dell'eliminazione diretta con partite di andata e ritorno.
- Final Four: per la settima volta sono state disputate le Final Four del torneo; le semifinali e le finali sono state giocate il 3 e il 4 giugno nella Lanxess Arena di Colonia.

## Turno di qualificazione

### Gruppo 1

#### Semifinali
| Squadra 1       | Squadra 2            | Risultato                                              |
| --------------- | -------------------- | ------------------------------------------------------ |
| Gorenje Velenje | Riihimäki Cocks      | Prešov - City Hall Prešov 3 settembre 2016 - ore 15:30 |
| Gorenje Velenje | Riihimäki Cocks      | 28 - 25                                                |
| Gorenje Velenje | Riihimäki Cocks      | 180 Spett. -                                           |
| Tatran Prešov   | Red Boys Differdange | Prešov - City Hall Prešov 3 settembre 2016 - ore 18:00 |
| Tatran Prešov   | Red Boys Differdange | 38 - 32                                                |
| Tatran Prešov   | Red Boys Differdange | 1.200 Spett. -                                         |

##### Finale 3º posto
| Squadra 1       | Squadra 2            | Risultato                                              |
| --------------- | -------------------- | ------------------------------------------------------ |
| Riihimäki Cocks | Red Boys Differdange | Prešov - City Hall Prešov 4 settembre 2016 - ore 15:30 |
| Riihimäki Cocks | Red Boys Differdange | 30 - 21                                                |
| Riihimäki Cocks | Red Boys Differdange | 200 Spett. -                                           |

##### Finale
| Squadra 1       | Squadra 2     | Risultato                                              |
| --------------- | ------------- | ------------------------------------------------------ |
| Gorenje Velenje | Tatran Prešov | Prešov - City Hall Prešov 4 settembre 2016 - ore 18:00 |
| Gorenje Velenje | Tatran Prešov | 21 - 23                                                |
| Gorenje Velenje | Tatran Prešov | 2.100 Spett. -                                         |

Verdetti:
- Qualificato alla fase a gironi Champions League:  HT Tatran Prešov
- Qualificati al 3º turno EHF Cup:  RK Gorenje Velenje,  Riihimäki Cocks
- Qualificato al 2º turno EHF Cup:  Differdange

### Gruppo 2

#### Semifinali
| Squadra 1 | Squadra 2        | Risultato                                                               |
| --------- | ---------------- | ----------------------------------------------------------------------- |
| Bregenz   | Achilles Bocholt | Bregenz - Handball-Arena Rieden/Vorkloster 3 settembre 2016 - ore 16:45 |
| Bregenz   | Achilles Bocholt | 39- 31                                                                  |
| Bregenz   | Achilles Bocholt | 550 Spett. -                                                            |
| Braga     | Maccabi Tel Aviv | Bregenz - Handball-Arena Rieden/Vorkloster 3 settembre 2016 - ore 19:30 |
| Braga     | Maccabi Tel Aviv | 34 - 27                                                                 |
| Braga     | Maccabi Tel Aviv | 300 Spett. -                                                            |

##### Finale 3º posto
| Squadra 1        | Squadra 2        | Risultato                                                                  |
| ---------------- | ---------------- | -------------------------------------------------------------------------- |
| Maccabi Tel Aviv | Achilles Bocholt | Bregenz - Handball-Arena Rieden/Vorkloster 4 settembre 2016 - ore 13:45\|- |
| Maccabi Tel Aviv | Achilles Bocholt | 33- 30                                                                     |
| Maccabi Tel Aviv | Achilles Bocholt | 200 Spett. -                                                               |

##### Finale
| Squadra 1 | Squadra 2 | Risultato                                                               |
| --------- | --------- | ----------------------------------------------------------------------- |
| Braga     | Bregenz   | Bregenz - Handball-Arena Rieden/Vorkloster 4 settembre 2016 - ore 16:30 |
| Braga     | Bregenz   | 33 - 32                                                                 |
| Braga     | Bregenz   | 940 Spett. -                                                            |

Verdetti:
- Qualificato alla fase a gironi Champions League:  ABC/UMinho
- Qualificati al 3º turno EHF Cup:  Bregenz Handball,  Maccabi CASTRO Tel Aviv
- Qualificato al 2º turno EHF Cup:  Achilles Bocholt

## Fase a gironi

### Girone A
|  | Pos. | Squadra               | Pt | G  | V  | N | S  | GF  | GS  | D   | Note                              |
|  | ---- | --------------------- | -- | -- | -- | - | -- | --- | --- | --- | --------------------------------- |
|  | 1.   | Barcellona            | 25 | 14 | 12 | 1 | 1  | 413 | 354 | +59 | Qualificato ai quarti di finale   |
|  | 2.   | Paris-Saint Germain   | 24 | 14 | 11 | 0 | 2  | 451 | 383 | +68 | Qualificato agli ottavi di finale |
|  | 3.   | Veszprém              | 18 | 14 | 8  | 3 | 4  | 381 | 365 | +16 | Qualificato agli ottavi di finale |
|  | 4.   | Flensburg-Handewitt   | 15 | 14 | 7  | 1 | 6  | 382 | 366 | +16 | Qualificato agli ottavi di finale |
|  | 5.   | Kiel                  | 12 | 14 | 5  | 2 | 7  | 353 | 376 | -23 | Qualificato agli ottavi di finale |
|  | 6.   | Bjerringbro-Silkeborg | 8  | 14 | 4  | 0 | 10 | 364 | 396 | -32 | Qualificato agli ottavi di finale |
|  | 7.   | Wisła Płock           | 8  | 14 | 3  | 2 | 9  | 367 | 401 | -34 |                                   |
|  | 8.   | Kadetten Sciaffusa    | 2  | 14 | 1  | 0 | 13 | 370 | 440 | -70 |                                   |

### Girone B
|  | Pos. | Squadra            | Pt | G  | V  | N | S | GF  | GS  | D   | Note                              |
|  | ---- | ------------------ | -- | -- | -- | - | - | --- | --- | --- | --------------------------------- |
|  | 1.   | Vardar             | 20 | 14 | 10 | 0 | 4 | 412 | 378 | +34 | Qualificato ai quarti di finale   |
|  | 2.   | Kielce             | 18 | 14 | 9  | 0 | 5 | 415 | 390 | +25 | Qualificato agli ottavi di finale |
|  | 3.   | Pick Szeged        | 17 | 14 | 8  | 1 | 5 | 376 | 350 | +16 | Qualificato agli ottavi di finale |
|  | 4.   | Rhein-Neckar Löwen | 17 | 14 | 8  | 1 | 5 | 392 | 396 | -4  | Qualificato agli ottavi di finale |
|  | 5.   | Meshkov Brest      | 14 | 14 | 5  | 4 | 5 | 383 | 385 | -2  | Qualificato agli ottavi di finale |
|  | 6.   | Zagabria           | 9  | 14 | 4  | 1 | 9 | 332 | 356 | -24 | Qualificato agli ottavi di finale |
|  | 7.   | Celje              | 9  | 14 | 3  | 3 | 8 | 399 | 424 | -25 |                                   |
|  | 8.   | Kristianstad       | 8  | 14 | 3  | 2 | 9 | 381 | 441 | -30 |                                   |

### Girone C
|  | Pos. | Squadra             | Pt | G  | V | N | S | GF  | GS  | D   | Note                   |
|  | ---- | ------------------- | -- | -- | - | - | - | --- | --- | --- | ---------------------- |
|  | 1.   | Montpellier         | 16 | 10 | 8 | 0 | 2 | 302 | 252 | +50 | Qualificato ai playoff |
|  | 2.   | Naturhouse La Rioja | 11 | 10 | 5 | 1 | 4 | 294 | 286 | +8  | Qualificato ai playoff |
|  | 3.   | Metalurg            | 10 | 10 | 5 | 0 | 5 | 240 | 251 | -11 |                        |
|  | 4.   | Tatran Prešov       | 9  | 10 | 4 | 1 | 5 | 259 | 271 | -12 |                        |
|  | 5.   | Elverum             | 8  | 10 | 3 | 2 | 5 | 257 | 274 | -17 |                        |
|  | 6.   | Čechovskie Medvevi  | 6  | 10 | 2 | 2 | 6 | 273 | 291 | -18 |                        |

### Girone D
|  | Pos. | Squadra          | Pt | G  | V | N | S | GF  | GS  | D   | Note                   |
|  | ---- | ---------------- | -- | -- | - | - | - | --- | --- | --- | ---------------------- |
|  | 1.   | Nantes           | 17 | 10 | 8 | 1 | 1 | 312 | 270 | +42 | Qualificato ai playoff |
|  | 2.   | Motor Zaporižžja | 15 | 10 | 7 | 1 | 2 | 308 | 272 | +36 | Qualificato ai playoff |
|  | 3.   | Beşiktaş         | 11 | 10 | 5 | 1 | 4 | 275 | 289 | -14 |                        |
|  | 4.   | Dinamo Bucarest  | 8  | 10 | 3 | 2 | 5 | 294 | 294 | +0  |                        |
|  | 5.   | Holstebro        | 5  | 10 | 2 | 1 | 7 | 281 | 314 | -33 |                        |
|  | 6.   | Braga            | 4  | 10 | 2 | 0 | 8 | 289 | 320 | -31 |                        |

## Fase ad eliminazione

### Playoff
| Squadra 1           | Squadra 2 | Gara 1  | Gara 2  | Totale  |
| ------------------- | --------- | ------- | ------- | ------- |
| Naturhouse La Rioja | Nantes    | Logroño | Nantes  | 56 - 68 |
| Naturhouse La Rioja | Nantes    | 25 - 31 | 31 - 37 | 56 - 68 |

| Squadra 1        | Squadra 2   | Gara 1  | Gara 2      | Totale  |
| ---------------- | ----------- | ------- | ----------- | ------- |
| Motor Zaporižžja | Montpellier | Kharkov | Montpellier | 63 - 65 |
| Motor Zaporižžja | Montpellier | 34 - 36 | 29 - 29     | 63 - 65 |

### Ottavi di finale
| Squadra 1 | Squadra 2           | Gara 1  | Gara 2  | Totale  |
| --------- | ------------------- | ------- | ------- | ------- |
| Nantes    | Paris-Saint Germain | Nantes  | Parigi  | 53 - 61 |
| Nantes    | Paris-Saint Germain | 26 - 26 | 27 - 35 | 53 - 61 |

| Squadra 1   | Squadra 2 | Gara 1      | Gara 2  | Totale  |
| ----------- | --------- | ----------- | ------- | ------- |
| Montpellier | Kielce    | Montpellier | Kielce  | 61 - 54 |
| Montpellier | Kielce    | 33 - 28     | 28 - 26 | 61 - 54 |

| Squadra 1 | Squadra 2 | Gara 1   | Gara 2   | Totale  |
| --------- | --------- | -------- | -------- | ------- |
| Zagabria  | Veszprém  | Zagabria | Veszprém | 41 - 52 |
| Zagabria  | Veszprém  | 22 - 23  | 19 - 29  | 41 - 52 |

| Squadra 1             | Squadra 2   | Gara 1    | Gara 2    | Totale  |
| --------------------- | ----------- | --------- | --------- | ------- |
| Bjerringbro-Silkeborg | Pick Szeged | Silkeborg | Seghedino | 48 - 59 |
| Bjerringbro-Silkeborg | Pick Szeged | 24 - 26   | 24 - 33   | 48 - 59 |

| Squadra 1     | Squadra 2           | Gara 1  | Gara 2     | Totale  |
| ------------- | ------------------- | ------- | ---------- | ------- |
| Meshkov Brest | Flensburg-Handewitt | Brėst   | Flensburgo | 51 - 54 |
| Meshkov Brest | Flensburg-Handewitt | 25 - 26 | 26 - 28    | 51 - 54 |

| Squadra 1 | Squadra 2          | Gara 1  | Gara 2   | Totale  |
| --------- | ------------------ | ------- | -------- | ------- |
| Kiel      | Rhein-Neckar Löwen | Kiel    | Mannheim | 50 - 49 |
| Kiel      | Rhein-Neckar Löwen | 24 - 25 | 26 - 24  | 50 - 49 |

### Quarti di finale
| Squadra 1 | Squadra 2  | Gara 1  | Gara 2     | Totale  |
| --------- | ---------- | ------- | ---------- | ------- |
| Kiel      | Barcellona | Kiel    | Barcellona | 46 - 49 |
| Kiel      | Barcellona | 28 - 26 | 18 - 23    | 46 - 49 |

| Squadra 1           | Squadra 2 | Gara 1     | Gara 2  | Totale  |
| ------------------- | --------- | ---------- | ------- | ------- |
| Flensburg-Handewitt | Vardar    | Flensburgo | Skopje  | 51 - 61 |
| Flensburg-Handewitt | Vardar    | 24 - 26    | 27 - 35 | 51 - 61 |

| Squadra 1   | Squadra 2           | Gara 1    | Gara 2  | Totale  |
| ----------- | ------------------- | --------- | ------- | ------- |
| Pick Szeged | Paris-Saint Germain | Seghedino | Parigi  | 57 - 60 |
| Pick Szeged | Paris-Saint Germain | 27 - 30   | 30 - 30 | 57 - 60 |

| Squadra 1 | Squadra 2   | Gara 1   | Gara 2      | Totale  |
| --------- | ----------- | -------- | ----------- | ------- |
| Veszprém  | Montpellier | Veszprém | Montpellier | 56 - 48 |
| Veszprém  | Montpellier | 26 - 23  | 30 - 25     | 56 - 48 |

### Final4
|  | Semifinali          | Semifinali          | Semifinali |        |                     | Finale              | Finale          | Finale          |  |
|  |                     |                     |            |        |                     |                     |                 |                 |  |
|  | Veszprém            | Veszprém            | 26         |        |                     |                     |                 |                 |  |
|  | Veszprém            | Veszprém            | 26         |        |                     |                     |                 |                 |  |
|  | Paris-Saint Germain | Paris-Saint Germain | 27         |        |                     |                     |                 |                 |  |
|  | Paris-Saint Germain | Paris-Saint Germain | 27         |        | Paris-Saint Germain | Paris-Saint Germain | 23              |                 |  |
|  |                     |                     |            |        | Paris-Saint Germain | Paris-Saint Germain | 23              |                 |  |
|  |                     |                     | Vardar     | Vardar | 24                  |                     |                 |                 |  |
|  | Vardar              | Vardar              | Vardar     | Vardar | 24                  | 26                  |                 |                 |  |
|  | Vardar              | Vardar              |            |        |                     | 26                  |                 |                 |  |
|  | Barcellona          | Barcellona          | 25         |        |                     | Finale 3º posto     | Finale 3º posto | Finale 3º posto |  |
|  | Barcellona          | Barcellona          | 25         |        |                     |                     |                 |                 |  |
|  |                     |                     |            |        |                     |                     |                 |                 |  |
|  |                     |                     |            |        |                     | Veszprém            | Veszprém        | 34              |  |
|  |                     |                     |            |        |                     | Veszprém            | Veszprém        | 34              |  |
|  |                     |                     |            |        |                     | Barcellona          | Barcellona      | 30              |  |

#### Semifinali
| Arbitri: | Nikolov Nachevski |

|        |           |                      |
| Nagy 6 | Marcatori | Gensheimer, Hansen 7 |

| Arbitri: | Horáček Novotný |

|                     |           |           |
| Čupić, Dujshebaev 7 | Marcatori | Lazarov 6 |

#### Finale 3º posto
| Arbitri: | Gubica Milošević |

|              |           |             |
| Pálmarsson 8 | Marcatori | N'Guessan 6 |

#### Finale
| Arbitri: | Geipel Helbig |

|             |           |           |
| Karabatić 5 | Marcatori | Dibirov 6 |

### Fonti
- Archivio della Champions League sul sito Todor66.com, su todor66.com.